# Mestermű

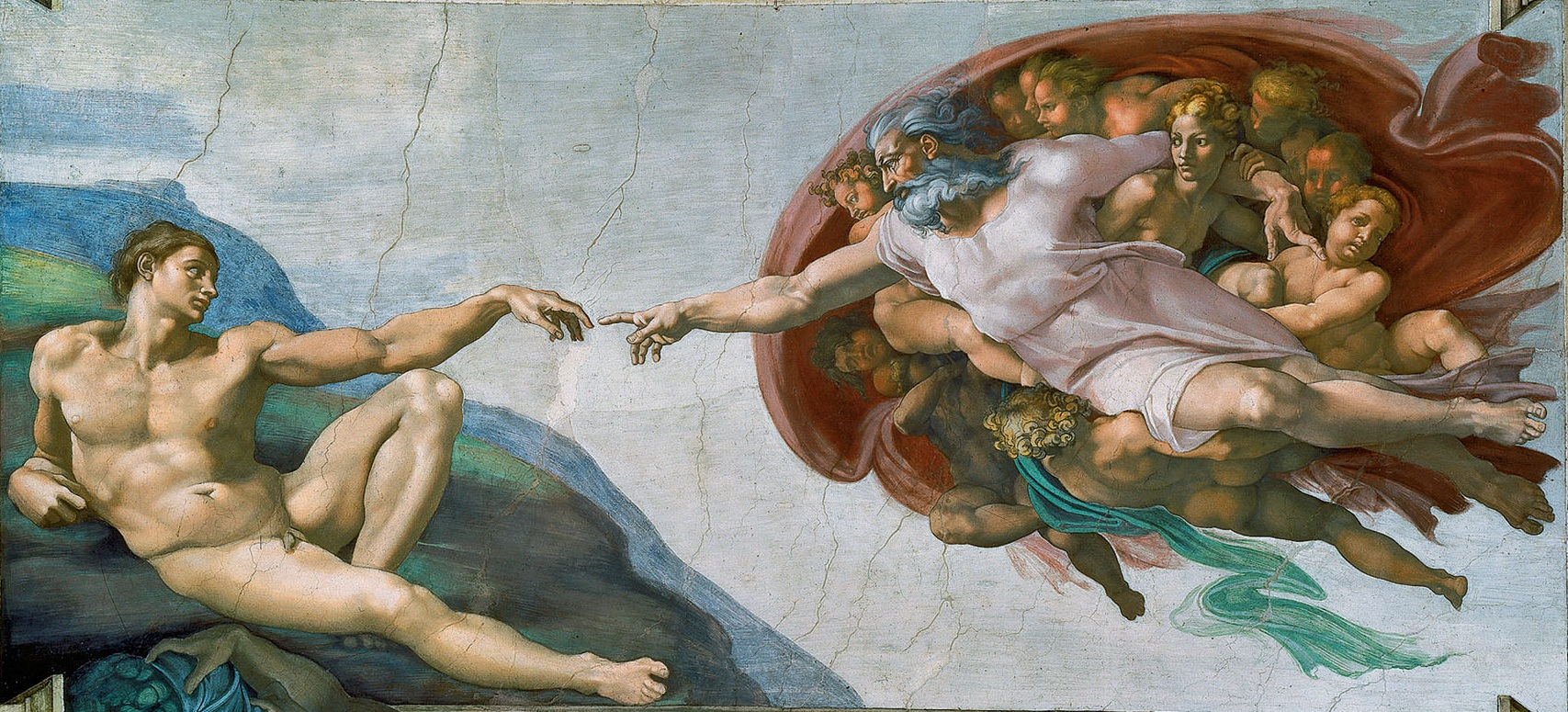
Michelangelo Ádám teremtése (1512 k.), A Sixtus-kápolna mennyezetfreskóján

A festészetben Leonardo da Vinci Mona Lisáját (1503–1506 k.) mesterműnek tekintik, bár nem céhes vagy tudományos kiállítás számára festették

A mestermű, magnum opus (latin, nagy mű) vagy franciául chef d'œuvre, többes számban chefs d'œuvre) a modern szóhasználatban olyan alkotás, melyet a kritikusok nagyra értékelnek, egy személy karrierje során elkészített legfontosabb munkája, vagy egy olyan alkotás, amely kimagasló kreativitást, képességet, mélységet vagy szakmai tudást képvisel. Történelmileg a mestermű olyan magas minőséget előíró szabály volt, melyet azért kellett teljesíteni, hogy egy céh vagy akadémia tagja lehessen valaki a vizuális művészetek és a kézművesség területén.

## Története

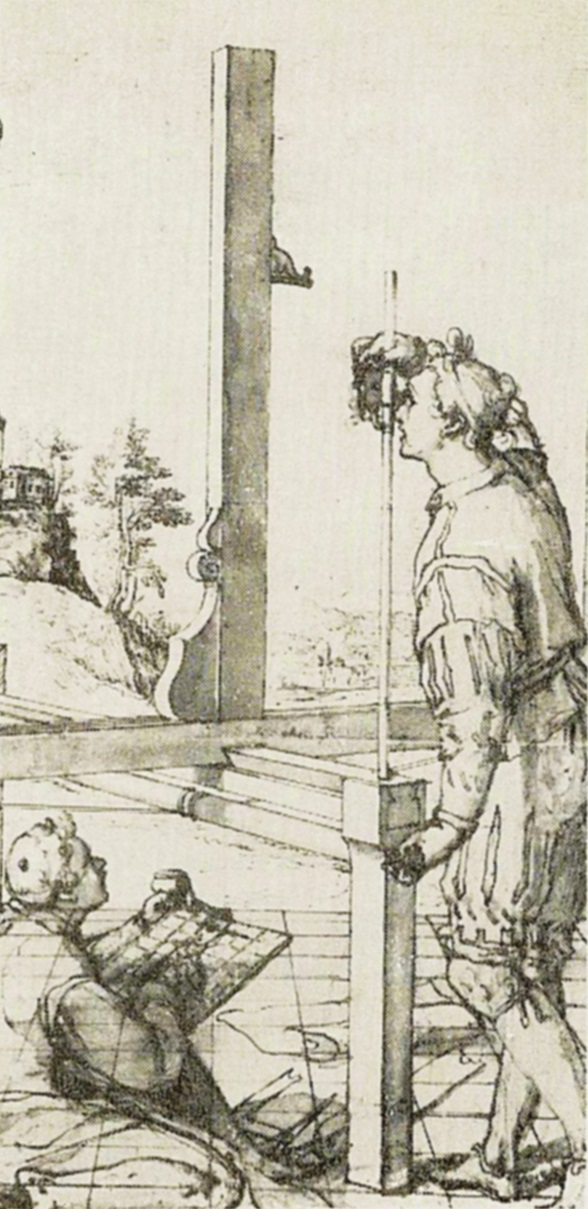
Két festő tanoncai, Federico Zuccari, 1609

A mestermű (a remek) eredetileg olyan munkára vonatkozott, melyet egy tanoncnak vagy egy kezdő munkásnak kellett letennie azért, hogy felvegyék a céh tagjai közé. A céhtagságra való érettségét részben a mestermű alapján ítélték meg, és ha sikeres volt, a céh megőrizte a munkát. Így sok figyelmet fordítottak ennek elkészítésére, legyen szó festményről, késmegmunkálásról, aranyművészről vagy bármilyen más kereskedőről.
A 17. században a Worshipful Company of Goldsmiths – amely egy aranyműves cég volt – például megkövetelte a tanoncoktól, hogy egy mester felügyelete alatt elkészítsék az Aranyművesek Termének műhelyében a mestermunkájukat. A műhelyet azért hozták létre, hogy egységesítsék az elvárásokat, miután az egyik cég arra panaszkodott, hogy az aranyművesek képességei csökkentek. A cég felügyelői 1607-ben arról panaszkodtak, hogy „az Aranyművesek Művészete & Rejtélye nemcsak hogy nagy hanyatlásnak indult, de sok helyen fel is szívódott, így már csak kevés munkás képes arra, hogy egy egyedi tálat befejezzen úgy, hogy ahhoz sokan mások ne nyúlnákak hozzá." Ez az aranyműves társaság még mindig megköveteli a mestermű elkészítését, de már felügyelet nélkül kell elkészülnie a munkának.
A németországi Nürnbergben azoknak a tanoncoknak, akik mesterré kívántak válni, 1531 és 1572 között kockát, haranglábat, pecsétet vagy köves aranygyűrűket kellett elkészíteniük azelőtt, hogy felvették volna őket az aranyművesek céhébe. Ha nem sikerült letenniük a vizsgát, attól még folytathatták a munkájukat, de ekkor más aranyművesek felügyelete alatt tevékenykedtek, és nem számítottak mesternek. Néhány céhnél addig nem nősülhettek meg a tanoncok, míg le nem tették a teljes vizsgát.
A mestermű elkészítése még ma is bevett követelmény több művészeti egyetemen, melyeket manapság befogadó darabnak neveznek. A londoni Királyi Művészeti Akadémia diplomamunkának nevezi, és már terjedelmes gyűjteménye van diplomamunkának befogadott képekből, ami a tagság feltétele volt.